# ダスティン・ランス・ブラック
ダスティン・ランス・ブラック（Dustin Lance Black、1974年6月10日 - ）は、アメリカ合衆国の脚本家、映画監督、テレビプロデューサー、LGBT活動家。テレビドラマ『ビッグ・ラブ』で全米脚本家組合賞を2度受賞したほか、2008年の映画『ミルク』でアカデミー脚本賞を受賞している。

## 生い立ち
カリフォルニア州サクラメントに生まれ、テキサス州サンアントニオのモルモン教（末日聖徒イエス・キリスト教会）の家庭に育つ。後に母親の再婚に伴ってカリフォルニア州サリナスに引っ越した。父親はモルモン教の宣教師で、ブラックの母は彼に洗礼を受けた。
モルモン教文化と軍事基地に囲まれて育ったために、ブラックは自身のセクシュアリティに悩んだ。6、7歳で近所の少年に慕情を感じたときには、「自分は地獄に行くんだ。もしそれを認めてしまえば、ひどく傷つくことになるだろう」と自分に言い聞かせた。セクシュアリティに対する確信によりブラックは内気になり、自殺を考えることもあった。初めてゲイ（同性愛者）であるとカミングアウトをしたのは、大学4年のときだった。
ノース・サリナス高校に在学中、サリナスやモントレーでザ・ウェスターン・ステージの舞台に立った。カリフォルニア大学ロサンゼルス校の演劇映画テレビ学部に進み、舞台演出の訓練を受けながら俳優や照明の仕事を得た。1996年、優等賞を得て学部を卒業した。

## キャリア

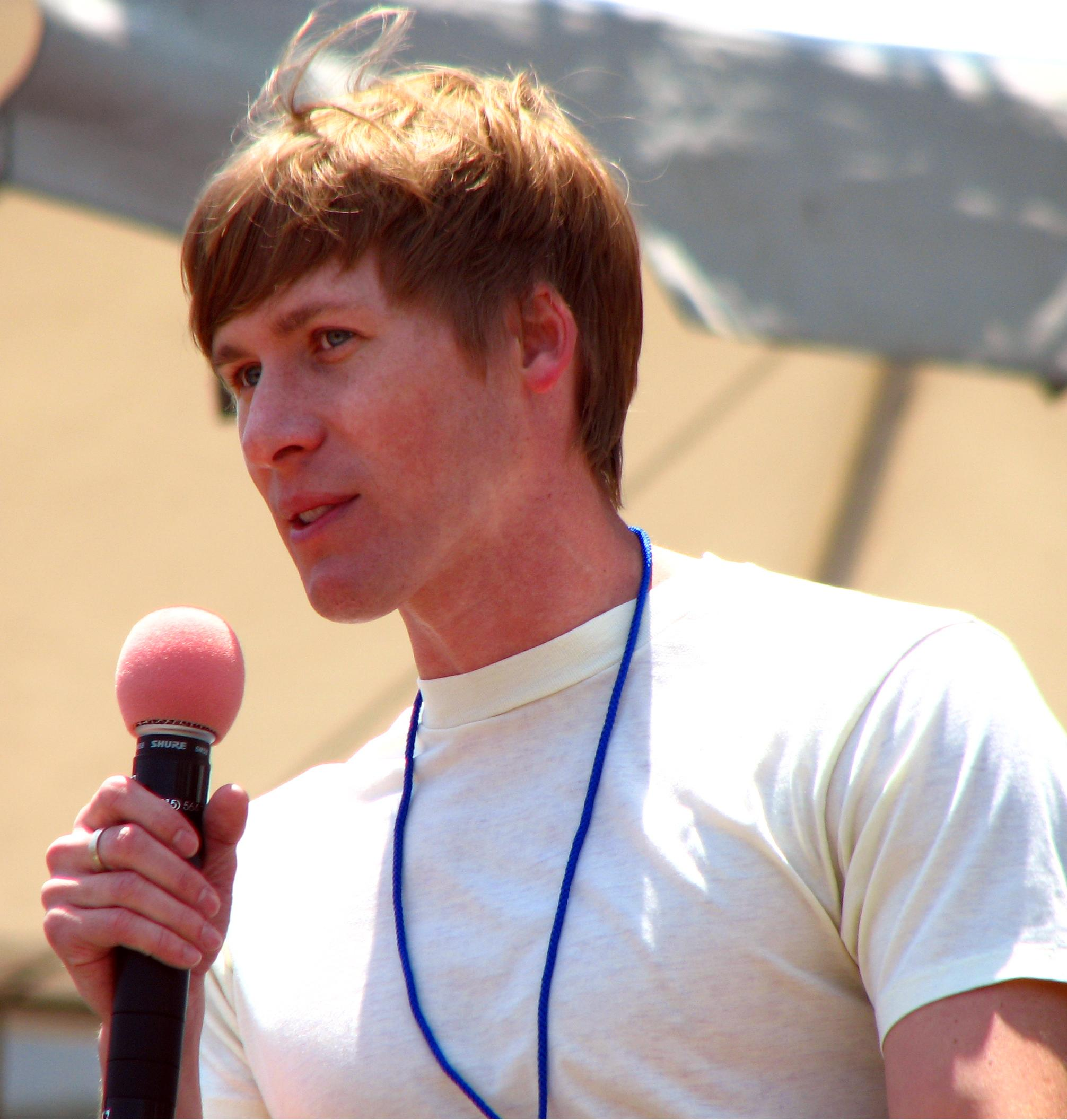
2008年6月29日、集会でスピーチするブラック。

2000年、脚本と監督を務めた長編映画『The Journey of Jared Prince』と短編『Something Close to Heaven』を発表。ミュージカル『Bare』では舞台美術を務めた。2001年にはブラック自身を含む6人のゲイ男性のネバダ州への旅とバーニング・マンでの体験を記録したドキュメンタリー『On the Bus』を監督した。モルモン教徒として育ったことから、一夫多妻家庭を描いたHBOドラマ『ビッグ・ラブ』の脚本に参加した。シーズン1から3までに脚本を寄せ、シーズン2ではエグゼクティブ・ストーリー・エディター、シーズン3では共同プロデューサーを務めた。
ブラックがサンフランシスコを初めて訪れたのは1990年代初頭、AIDSがゲイ・コミュニティを壊滅させていた時代だった。「ハーヴィーの話は当時そこであったほとんど唯一の希望の持てる話だった」とブラックは後に語っている。大学在学中にロブ・エプスタインのドキュメンタリー『ハーヴェイ・ミルク』を初めて鑑賞した。ミルクの助手だったクリーヴ・ジョーンズ、アン・クローネンバーグや元サンフランシスコ市長アート・アグノスに会うなどして、3年間に亘りハーヴィー・ミルクの人生を調べ、ミルクの人生を総括的に描いた長編映画用の脚本を書き下ろした。脚本がジョーンズを通じてガス・ヴァン・サントの手に渡ると、ヴァン・サントは監督の契約を結んだ。ブラックの旧友ダン・ジンクスが最初にプロデューサーに就いた。
AIDSアクティヴィストでリアリティ番組タレントのペドロ・ザモーラの人生を描いた『Pedro』は2008年のトロント国際映画祭で披露された。ジェニファー・コネリー主演の『What's Wrong with Virginia』はブラックが脚本と監督を務め、これも2010年のトロント国際映画祭で披露された。
2009年2月22日、ブラックは『ミルク』で第81回アカデミー賞脚本賞を受賞した。授賞式で彼は結婚の平等を求める運動への結束を象徴する白いリボンの結び目を着け、スピーチで次のように述べた。
| 「 | 私が13歳のとき、私の美しい母と私の父は、テキサス州サンアントニオの保守的なモルモン教の家庭からカリフォルニアに私を移した。それからハーヴィー・ミルクの物語を知った。それは私に希望をくれた。自分の人生を生きる希望、いつの日か自分が自分であることを公に自分の人生を生きて、ことによると恋に落ちていつか結婚できるかもしれないという希望をくれた。 自分らしくあってはならないという重圧があったときも常に私を私として愛してくれた、私の母に感謝したい。だがとりわけ、もしハーヴィーが30年前に私たちから奪われていなければ、彼は私に、今夜いる、教会や政治や家族に、美しく、価値のある創造された人間だということを教えてもらえなかったゲイやレズビアンの子供たちに、こう告げることを望むだろう。誰が何を言おうと関係なく、神は君たちを愛して下さる。そして、約束する、君たちはほどなく、この私たちの偉大な国家全土に亘って、平等の権利を得るだろう。ありがとう、そして神がハーヴィー・ミルクを与えて下さったことに感謝する。 | 」 |

2009年10月11日、ブラックはワシントンD.C.で行われたLGBTの平等を求める行進に参加し、議会議事堂の前で推定20万人の聴衆に向けてスピーチを行った。
2010年には、同性結婚を禁止するカリフォルニア州憲法改正案 (提案8号) への末日聖徒イエス・キリスト教会 (モルモン教会) の関与を描いたドキュメンタリー『8: The Mormon Proposition』のナレーションを務めた。ブラックはサンフランシスコで同作のGLAADメディア・アワード最優秀ドキュメンタリー賞の受賞に際し、モルモン教会の差別を声高に批判した上で、教会のLGBTに対して包摂的になるという方針を伝えた。
2011年公開のクリント・イーストウッドが監督し、ジョン・エドガー・フーヴァーを描いた伝記映画『J・エドガー』で脚本を担当した。
2011年には同性結婚の可否をめぐって争われたカリフォルニア州提案8号裁判を主題とする芝居『8』を執筆した。本作のロサンゼルスでのリーディング公演にはジョージ・クルーニーやブラッド・ピットなどが出演した。

## 私生活

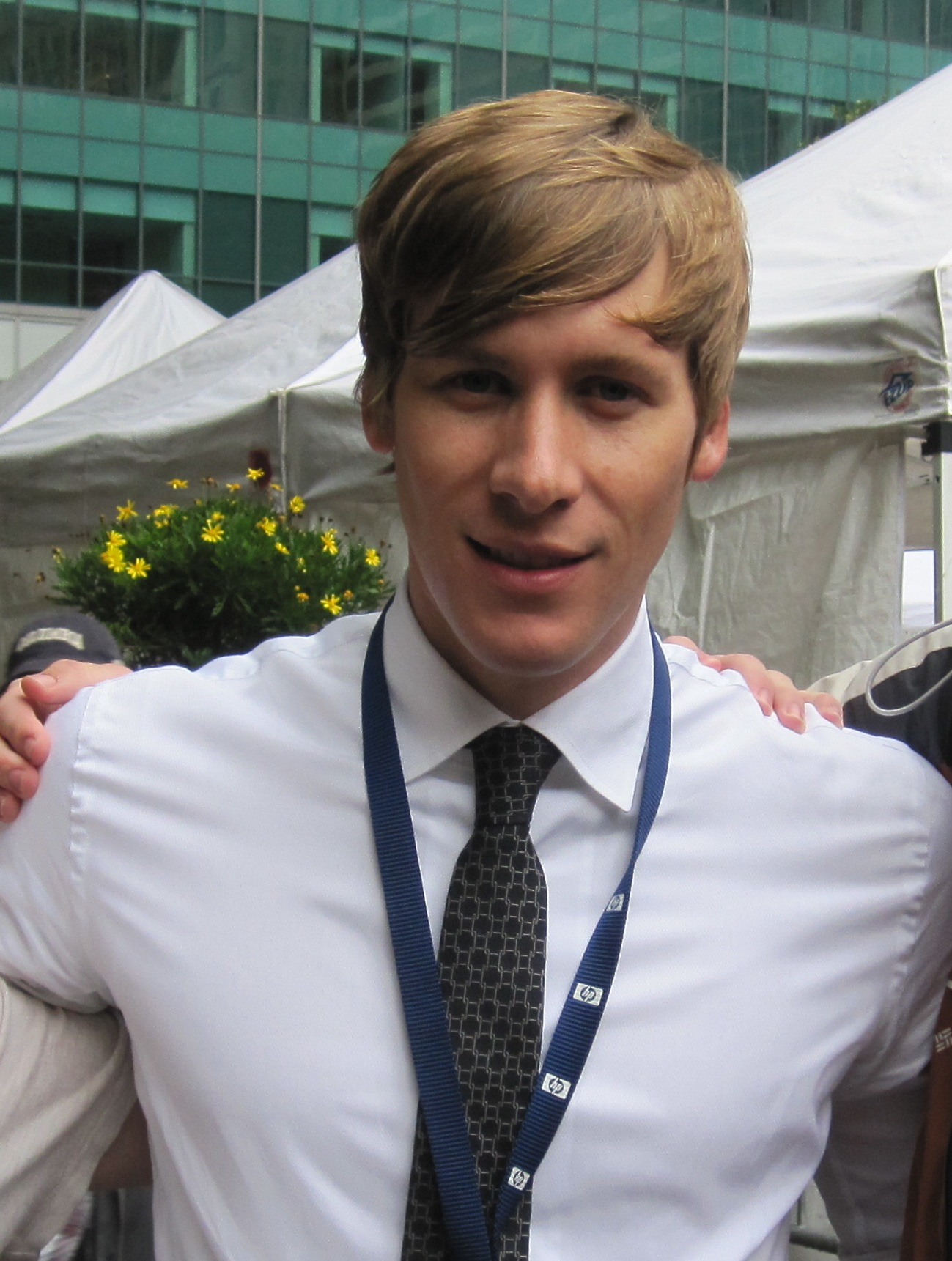
2009年6月20日、ニューヨークのLGBTプライドで。

『アドボケート』2009年6-7月号はブラックを表紙に飾り、影響力のあるオープンリー・ゲイの人物の最初に挙げた。
2009年6月、ブラックがコンドームなしのセックスに及んでいる写真がインターネットのゴシップ・コラムニスト、ペレス・ヒルトンによって公開された。ブラックは発表した声明で「個人や他の外部の団体が明らかにプライベートな物で利益を得ようとしているのは残念だ」と述べた。この声明は責任ある性行為の重要性をも強調することとなった。ブラックは2009年7月23日、写真を不法に取得し無断で配信し、プライバシーと著作権を侵害したとして、画像仲介業者Starzlifeに300万ドルの損害賠償と、写真によって会社が得た利益を要求する訴訟を起こした。ブラックは2013年春からイギリス人アスリートで男子飛び込み選手トーマス・デーリーと交際を始めた。二人の関係はデーリーがYouTubeで「男性と交際している」と発言した映像を投稿した2014年5月に公になった。
2015年、かねてから交際していたトーマス・デーリーとの婚約を発表。発表はタイムズ誌慶弔欄に告知での発表だった。2018年6月27日には、彼らの第1子で長男のロバート・ロビー・レイ・ブラック-デイリーが誕生した。

## 受賞
- 2009年、アカデミー賞最優秀脚本賞 - 『ミルク』
- 2009年、全米脚本家組合賞最優秀脚本賞 - 『ミルク』
- 2008年、AFI賞 - 『ミルク』
- 2009年、インディペンデント・スピリット賞第一回脚本賞 - 『ミルク』
- 2009年6月10日、UCLA演劇映画テレビ学部UCLA映画脚本功労賞 (UCLAフェスティバル)[24]
- 2009年6月13日、「UCLA卒業生によるLGBTコミュニティへの功績」賞 (UCLA LGBT卒業式)[25]